# Saison 2013-2014 des Pacers de l'Indiana
La saison 2013-2014 des Pacers de l'Indiana est la 47e saison de la franchise et la 38e au sein de la National Basketball Association (NBA).
Durant les playoffs 2014, les Pacers ont défait les Hawks d'Atlanta en sept matchs au premier tour et les Wizards de Washington en six matchs en demi-finales de conférence. Ils ont atteint la finale de la conférence Est, pour la seconde fois consécutive, mais ont été éliminés pour la troisième fois consécutive par le Heat de Miami.

## Draft
| Tour | Choix | Joueur         | Poste | Nationalité | Provenance     |
| ---- | ----- | -------------- | ----- | ----------- | -------------- |
| 1    | 23    | Solomon Hill   | SF    | États-Unis  | Arizona        |
| 2    | 53    | Colton Iverson | C     | États-Unis  | Colorado State |

## Classements de la saison régulière
| Conférence Est | Conférence Est         | Conférence Est | Conférence Est | Conférence Est | Conférence Est | Conférence Est | Conférence Est |
| No             | Franchise              | Vic.           | Déf.           | MJ             | % V/D          | RV             |                |
| -------------- | ---------------------- | -------------- | -------------- | -------------- | -------------- | -------------- | -------------- |
| 1              | Pacers de l'Indiana    | 56             | 26             | 82             | 68,30 %        | -              |                |
| 2              | Heat de Miami          | 54             | 28             | 82             | 65,90 %        | 2,0            |                |
| 3              | Raptors de Toronto     | 48             | 34             | 82             | 58,50 %        | 8,0            |                |
| 4              | Bulls de Chicago       | 48             | 34             | 82             | 58,50 %        | 8,0            |                |
| 5              | Wizards de Washington  | 44             | 38             | 82             | 53,70 %        | 12,0           |                |
| 6              | Nets de Brooklyn       | 44             | 38             | 82             | 53,70 %        | 12,0           |                |
| 7              | Bobcats de Charlotte   | 43             | 39             | 82             | 52,40 %        | 13,0           |                |
| 8              | Hawks d'Atlanta        | 38             | 44             | 82             | 46,30 %        | 18,0           |                |
|                |                        |                |                |                |                |                |                |
| 9              | Knicks de New York     | 37             | 45             | 82             | 45,10 %        | 19,0           |                |
| 10             | Cavaliers de Cleveland | 33             | 49             | 82             | 40,20 %        | 23,0           |                |
| 11             | Pistons de Détroit     | 29             | 53             | 82             | 35,40 %        | 27,0           |                |
| 12             | Celtics de Boston      | 25             | 57             | 82             | 30,50 %        | 31,0           |                |
| 13             | Magic d'Orlando        | 23             | 59             | 82             | 28,00 %        | 33,0           |                |
| 14             | 76ers de Philadelphie  | 19             | 63             | 82             | 23,20 %        | 37,0           |                |
| 15             | Bucks de Milwaukee     | 15             | 67             | 82             | 18,30 %        | 41,0           |                |

| Division Centrale   | V  | D  | MJ | % V/D   | GB   | Dom   | Ext   | Div  | Conf  |
| ------------------- | -- | -- | -- | ------- | ---- | ----- | ----- | ---- | ----- |
| Pacers de l'Indiana | 56 | 26 | 82 | 68,30 % | -    | 35-6  | 21-20 | 12-4 | 38-14 |
| Bulls de Chicago    | 48 | 34 | 82 | 58,50 % | 8,0  | 27-14 | 21-20 | 11-5 | 35-17 |
| Cleveland Cavaliers | 33 | 49 | 82 | 40,20 % | 23,0 | 19-22 | 14-27 | 7-9  | 21-31 |
| Pistons de Détroit  | 29 | 53 | 82 | 35,40 % | 27,0 | 17-24 | 12-29 | 6-10 | 23-29 |
| Bucks de Milwaukee  | 15 | 67 | 82 | 18,30 % | 41,0 | 10-31 | 5-36  | 4-12 | 12-40 |

## Effectif
| Effectif des Pacers de l'Indiana 2013-2014 |
| --- |
| 1 Lance Stephenson • 3 George Hill • 4 Luis Scola • 5 Lavoy Allen • 8 Rasual Butler • 9 Solomon Hill • 12 Evan Turner • 15 Donald Sloan • 17 Andrew Bynum • 21 David West • 22 Chris Copeland • 24 Paul George C • 28 Ian Mahinmi • 32 C. J. Watson • 55 Roy HibbertEntraîneur : Frank Vogel |